# Agustín de Iturbide
Pour les articles homonymes, voir Aramburu.
Agustín de Iturbide y Arámburu, né le 27 septembre 1783 à Valladolid en Nouvelle-Espagne, aujourd'hui Morelia (État de Michoacán de Ocampo, Mexique), et mort le 19 juillet 1824 à Padilla (État de Tamaulipas, Mexique), est un militaire et un homme politique mexicain, héros de l'indépendance du Mexique qui fut proclamé empereur du Mexique en 1822 sous le nom d’Augustin Ier.
Au cours des premières étapes de la guerre pour l'indépendance du Mexique, Iturbide est membre de l'armée royaliste combattant les insurgés indépendantistes. Plus tard, pendant le triennat libéral en Espagne, il est nommé commandant de l'armée royaliste pour combattre Vicente Guerrero, chef des rebelles dans la Sierra Madre del Sur. Opposé à la mise en place de la Constitution de Cadix, il s'allie avec les forces insurgées de Guerrero. Il proclame le plan d'Iguala le 24 février 1821. Plus tard, en août de la même année, il signe le traité de Córdoba avec le vice-roi Juan O'Donojú, ce qui lui permet de proclamer l'indépendance du Mexique le 27 septembre 1821. Dès le lendemain, il prend la tête du Conseil de régence en tant que président. Le 19 mai 1822, il est proclamé empereur constitutionnel par le Congrès, qui vote officiellement la mise en place d'une monarchie constitutionnelle : le Premier Empire. Il est couronné le 21 juillet 1822.
Bien que le règne d'Iturbide ait été de courte durée, il marque le début des luttes politiques entre les libéraux fédéralistes et les conservateurs centralistes. Le 1er février 1822, déçu par Augustin Ier, le général Antonio López de Santa Anna proclame le plan de Casa Mata, qui demande le rétablissement du Congrès tout en garantissant la sécurité personnelle de l'empereur et celle de sa famille. En conséquence, les bourbonistes (partisans du roi Ferdinand VII) et les républicains unissent leurs forces pour soutenir le renversement d'Iturbide. En février 1823, l'empereur cède et décide d'abdiquer en mars 1823 et s'exile en Europe. En son absence, le Congrès le déclare « traître » et lui interdit le séjour sur le sol mexicain.
Soutenu par de nombreux partisans, Iturbide rentre au Mexique le 14 juillet 1824 et revendique le pouvoir. Après avoir débarqué à Soto la Marina (Tamaulipas) avec quelques hommes, il propose la restauration de l'Empire et une nouvelle constitution. Mais il est arrêté par les forces républicaines, jugé par un tribunal militaire puis fusillé à Padilla (Tamaulipas). En 1838, ses restes mortels sont transférés à Mexico et enterrés avec les honneurs dans la chapelle de San Felipe de Jesús de la cathédrale métropolitaine de Mexico, où ils sont exposés dans une urne de verre.

## Jeunesse

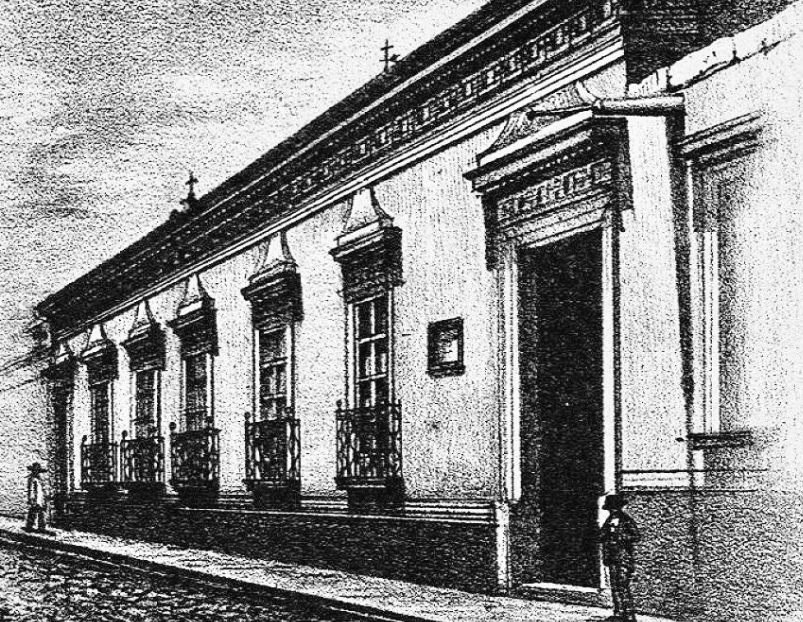
Maison natale de Agustín de Iturbide à Valladolid (actuelle Morelia).

Agustín Cosme Damián de Iturbide y Arámburu naquit dans ce qui s'appelait alors Valladolid, aujourd'hui Morelia, la capitale de l'État du Michoacán, le 27 septembre 1783. Il fut baptisé avec les noms des saints Côme et Damien. Des cinq enfants de ses parents, il est le seul fils survivant. Il devint par la suite le chef de la famille. Les parents d'Iturbide appartenaient à la classe privilégiée de Valladolid, possédant des terres agricoles telles que les haciendas d'Apeo et Guaracha ainsi que des terres dans les environs de Quirio. Le père, José Joaquín de Iturbide, était issu de parents nobles d'origine espagnole, de Navarre et de Biscaye. Un de ses ancêtres, Martín de Iturbide, avait été désigné Mérinos royal dans la Haute Vallée du Baztan dans les années 1432, et par la suite, beaucoup de membres de la famille occupèrent des postes politiques ou administratifs au Pays basque à partir du XVe siècle. En tant que fils cadet, Joaquín n'était pas en ligne directe pour hériter des terres familiales. C'est l'une des raisons pour lesquels il émigre en Nouvelle-Espagne pour y faire fortune. Tandis que la lignée aristocratique et espagnole du père d'Agustin ne suscite aucun doute, l'ascendance de sa mère est moins précise. Elle était de sang espagnol pur, née au Mexique, et par conséquent, une créole (criolla). Certaines sources affirment qu'elle venait d'une famille de haut rang du Michoacán. Dans la période coloniale espagnole, la caste raciale était importante pour l'avancement, y compris le rang militaire, et avoir une certaine ascendance indigène était souvent un handicap. Iturbide insista ainsi tout au long de sa vie sur le fait qu'il était criollo (natif d'origine espagnole).
Agustín étudie au séminaire catholique appelé Colegio de San Nicolás à Valladolid, inscrit dans le programme pour les fonctionnaires laïques, bien qu'il ne fût pas un étudiant distingué. Après cela, il travaille comme un surveillant dans l'une des haciendas de sa famille pendant une courte période, découvrant qu'il est un très bon cavalier.
Dans son adolescence, Iturbide intègre l'armée royaliste, ayant été accepté comme un criollo. Il est commissionné en qualité de sous-lieutenant dans le régiment provincial. En 1806, il est promu au rang de lieutenant à plein titre.

## Mariage et descendance

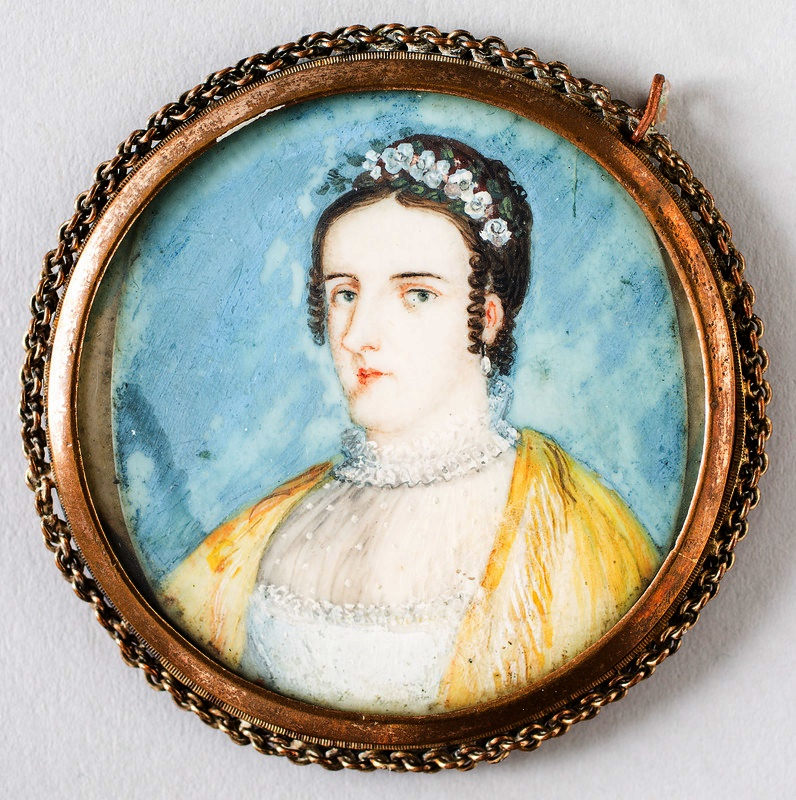
Ana María Huarte y Muñiz, épouse d'Iturbide.

En 1805, à l'âge de vingt-deux ans, Iturbide épouse Ana María Huarte y Muñiz, membre de la maison de Tagle de la famille des Marquis d'Altamira. Celle-ci venait de Valladolid, d'une famille prospère d'hommes d'affaires et de propriétaires fonciers. Elle était la fille du noble riche et puissant Isidro de Huarte, gouverneur du district, et l'arrière-petite-fille du marquis de Casa Fuerte, Juan de Acuña, ancien vice-roi de la Nouvelle-Espagne de 1722 à 1734. Avec sa dot de 100 000 pesos, le couple acheta l'hacienda d'Apeo dans la petite ville de Maravatío.
Ensemble, ils eurent dix enfants :
- Agustín Jerónimo de Iturbide y Huarte (1807-1866) ;
- Sabina María de la Concepción de Iturbide y Huarte (1809-1871) ;
- Juana de Dios María Francisca Ramona Ignacia de Iturbide y Huarte (1811-1828) ;
- Josefa de Iturbide y Huarte (1814-1891) ;
- Ángel María José Ignacio Francisco de Xavier de Iturbide y Huarte (1816-1872) ;
- María Jesus de las Angustias Juana Nepomuceno de Iturbide y Huarte (1818-1849) ;
- María de los Dolores de Iturbide y Huarte (1819-1820) ;
- Salvador María de Iturbide y Huarte (1820-1856) ;
- Felipe Andrés María Guadalupe de Iturbide y Huarte (1822-1853) ;
- Agustín Cosme de Iturbide y Huarte (1824-1873).

## Carrière militaire
Au début du XIXe siècle, il y avait des troubles politiques en Nouvelle-Espagne. L'une des premières campagnes militaires d'Iturbide fut d'aider à réprimer une mutinerie dirigée par Gabriel de Yermo.
Il a rapidement gagné en popularité parmi les royalistes, tout en devenant un ennemi redouté pour les insurgés. Un cavalier hors pair et un vaillant dragon qui a acquis la réputation de remporter la victoire contre des obstacles numériques, sa prouesse sur le terrain lui a valu le nom de guerre de El Dragón de Hierro ("Le Dragon de Fer"), en référence à son habileté et sa position dans l'armée. Il reçut une charge importante dans l'armée, mais fut accusé par les habitants d'utiliser son autorité pour le gain financier, bien qu'il ait été reconnu comme vaillant au combat. Ces accusations n'ont pu être prouvées, bien qu'elles lui aient coûté sa charge. Il a refusé l'offre de récupérer son poste, car il sentait que son honneur avait été endommagé. Il aurait pu être impliqué dans la conspiration initiale pour déclarer l'indépendance en 1809 qui était dirigée par José Mariano Michelena à Valladolid. Il est connu qu'il était un parent éloigné de Miguel Hidalgo, premier chef de l'armée insurgée. Hidalgo écrivit à Iturbide, lui offrant un grade supérieur dans son armée. Iturbide écrit dans ses mémoires qu'une telle offrande a exigé d'en méditer, mais qu'il l'a finalement rejetée parce qu'il considérait le soulèvement d'Hidalgo comme étant mal exécuté et ses méthodes barbares.

## Combattre l'insurrection

### 1810-1816

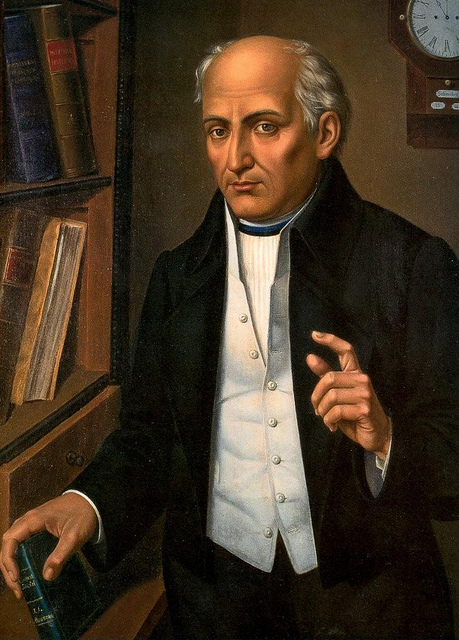
Miguel Hidalgo, chef de l'insurrection.

Après le déclenchement de la guerre d'indépendance en 1810, Miguel Hidalgo offre à Iturbide le grade de général dans les forces insurgées. Iturbide rejette l'offre, comme il dénonce les atrocités commises par l'armée insurgée largement non formée contre les civils espagnols, choisissant plutôt de se battre pour les forces royalistes. Au cours de la guerre, Agustín se bat contre les généraux insurgés dont José Maria Morelos de 1810 à 1816 et Vicente Guerrero en 1820.
L'une des premières rencontres d'Agustín avec l'armée rebelle a lieu dans la vallée de la Toluca en 1810 alors que cette dernière progresse vers la ville de Mexico depuis Valladolid. Les forces royalistes et rebelles s'engagent sur la rive est de la rivière Lerma à la fin d'octobre, dans ce qui est maintenant connu comme la bataille de Monte de las Cruces. Les forces royalistes sous le commandement du colonel Torcuato Trujillo se retirent de la zone, permettant aux rebelles de prendre Toluca. Malgré la défaite, Iturbide se distingue durant cette bataille par sa bravoure et sa ténacité. Il déclare plus tard dans ses mémoires que c'était la seule bataille qu'il considérait avoir perdue.
La prochaine grande rencontre d'Iturbide avec les rebelles se déroule contre Morelos lui-même et dans sa ville natale de Valladolid. Iturbide mène les défenseurs royalistes. Il démontre alors son habileté tactique et son expérience de cavalier en brisant le siège de la ville mené par Morelos avec une charge de cavalerie bien exécutée, poussant les forces insurgées à se retirer dans la forêt. Pour cette action, Iturbide est promu au rang de capitaine.
En tant que capitaine, il poursuit les forces rebelles dans la région, en réussissant à capturer Albino Licéaga y Rayón, obtenant par ce fait une autre promotion. En 1813, le vice-roi Félix Maria Calleja del Rey promu Iturbide au rang de colonel et le charge de commander le régiment de Celaya. Puis, en 1814, il est nommé commandant des forces royalistes dans la région de Bajío à Guanajuato où il continue à poursuivre les rebelles avec vigueur, dans une zone fortement contestée.
La prochaine grande rencontre entre Iturbide et Morelos se produit dans une ville appelée Puruarán dans le Michoacán, le 5 janvier 1814. Durant cette bataille, les forces rebelles sont défaites par les forces menées par Iturbide, forçant Morelos à se retirer à l'Hacienda de Santa Lucía et laissant Mariano Matamores aux commandes de l'armée rebelle avec plus de 600 insurgés tués et 700 capturés. Iturbide et d'autres commandants espagnols poursuivent sans relâche Morelos, le capturant et l'exécutant à la fin de l'année 1815.

### Contre Guerrero

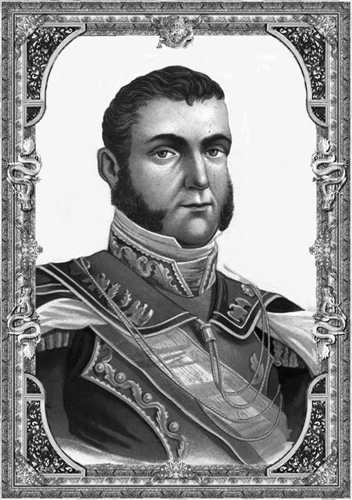
Gravure de Iturbide, futur empereur du Mexique.

Après avoir été renvoyé de l'armée à la suite de plusieurs accusations, Iturbide est entièrement réintégré au commandement militaire en novembre 1820 par le vice-roi Juan Ruiz de Apodaca. Il est réintégré en tant que colonel de l'armée royaliste et général dans le Sud de la Nouvelle-Espagne. Pendant quelques années après la défaite de Morelos à Puruarán, le mouvement indépendantiste est considérablement affaiblie. Cependant, Iturbide est chargé de renverser le mouvement insurrectionnel restant au sud-ouest de Mexico dirigé par Vicente Guerrero. Iturbide installe son siège à Teloloapan. Pendant plus d'un siècle, les historiens ont cru qu'Iturbide avait d'abord tenté de s'acquitter de son devoir de détruire Guerrero, mais qu'il a rencontré l'échec et a donc décidé de conclure une alliance avec ce dernier. Cependant, en 2006, de nouvelles preuves ont été découvertes par l'historien mexicain Jaime del Arenal Fenochio, à savoir, une lettre entre les deux chefs militaires datée du 20 novembre 1820, qui faisait également référence à une lettre précédente. Depuis il a été prouvé que des communications ont existé entre les deux dirigeants avant qu'Iturbide ne se soit jamais mis à la recherche de Guerrero, on croit maintenant que les deux hommes menaient des négociations pendant le siège. Malgré tout, certaines confrontations entre les deux forces militaires restent inévitables, les troupes de Guerrero et Pedro Ascencio (un autre chef rebelle) ayant réussi à forcer l'arrière-garde d'Iturbide, pousse celui-ci à se retirer dans une embuscade. Dans leur correspondance ultérieure, ils déplorent les affrontements entre royalistes et rebelles alors qu'Iturbide tente de convaincre Guerrero de ses intentions de libérer le Mexique.

## Changement de camp

### La crise espagnole
De 1810 à 1820, Iturbide s'était battu contre ceux qui cherchaient à renverser la monarchie espagnole et le droit de la dynastie des Bourbons à gouverner la Nouvelle-Espagne et de remplacer ce régime par un gouvernement indépendant. En cela, il était solidement aligné avec la classe créole. Cependant, les événements en Espagne ont provoqué des problèmes pour cette classe, puisque la monarchie même pour laquelle ils se battaient était en crise. La Constitution de Cadix de 1812, qui fut rétablie en Espagne en 1820 après le succès de la Révolte Riego, établit une monarchie constitutionnelle qui limita grandement les pouvoirs du roi Ferdinand VII. Au Mexique, on craignait sérieusement que les Bourbons ne soient obligés d'abandonner complètement l'Espagne. Ceci a mené à la désintégration de l'autorité du vice-roi à Mexico et à un vide politique développé que la noblesse mexicaine a cherché à remplir, cherchant la représentation limitée et l'autonomie pour eux-mêmes au sein de l'empire. Une idée surgit parmi cette classe : si le Mexique devenait indépendant ou autonome, et si Ferdinand était déposé, il pourrait devenir « empereur du Mexique », comme le roi Jean VI de Portugal devenu empereur du Brésil.

### L'alliance avec Guerrero

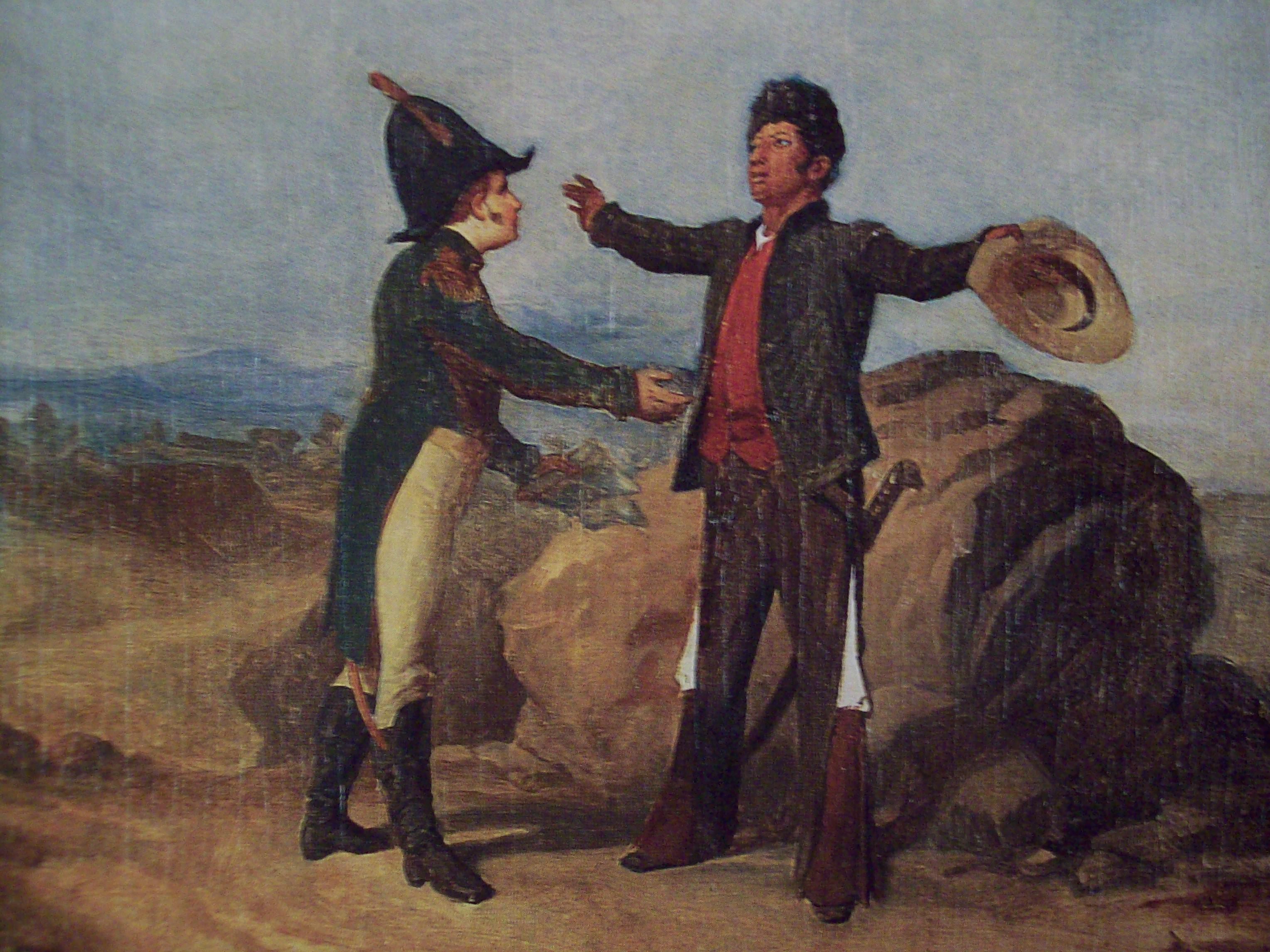
Rencontre entre Iturbide et Guerrero à Acatempán.

Iturbide était convaincu que l'indépendance du Mexique était le seul moyen de protéger le pays contre une vague républicaine. Il a ainsi décidé de devenir le chef de file du mouvement indépendantiste de Criollo. Cependant, pour réussir, il aurait besoin de constituer une coalition très improbable d'insurgés libéraux mexicains, de noblesse foncière et de religieux. Pour cela, il écrit le plan d'Iguala, qui se tient sur trois garanties : Liberté (de l'Espagne), Religion (avec le catholicisme romain comme unique religion du pays) et Union (avec tous les habitants du Mexique considéré comme égaux). De cette manière, il ouvre la voie avec l'appui des factions les plus puissantes : l'insurrection, le clergé et les nobles. Le plan suggère également qu'une monarchie pourrait être assurée afin de conserver le soutien des royalistes. Iturbide tient une série de négociations avec Guerrero et fait un certain nombre de démonstrations de ses intentions pour former un Mexique indépendant. Iturbide offre un pardon complet à Guerrero s'il se rend. Guerrero rejette le pardon, mais accepte de rencontrer Iturbide pour discuter de l'indépendance du Mexique. Cette réunion est maintenant appelée « Embrace of Acatempán », nommée d'après le lieu où ils ont accepté de mettre en œuvre le plan. Iturbide, Guerrero, et un autre chef insurgé, Guadalupe Victoria, annoncent officiellement le plan le 24 février 1821. Le 2 mars 1821, Iturbide est proclamé chef de l'Armée des Trois Garanties, Guerrero le soutenant pleinement et le reconnaissant comme son chef.

### Plan d'Iguala

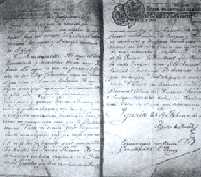
Le plan d'Iguala.

Le plan était un document plutôt vague qui visait la transition du centre du pouvoir de la Nouvelle-Espagne de Madrid à Mexico. Essentiellement, l'idée était d'amener Ferdinand VII à Mexico pour qu'il règne. S'il refuse de s'y rendre, un autre membre de la famille royale serait choisi pour régner à sa place. Si aucun prince européen ne venait à accepter le trône du Mexique, la nation aurait le droit d'élire un dirigeant parmi son propre peuple. Pour attirer les nombreuses classes sociales, le plan offrait trois garanties : le Mexique serait indépendant de Madrid, le catholicisme romain serait la religion officielle, et tous les habitants de la nouvelle nation, plus tard le Mexique seraient considérés égaux, sans distinction entre les Espagnols, les Créoles, les Métis, etc., éliminant ainsi le système de castes compliqué qui avait été utilisé jusqu'à ce moment, et abolissant l'utilisation d'esclaves sur le territoire de la nouvelle nation.
La promesse d'indépendance a convaincu les insurgés d'accepter la proposition. La promesse de la suprématie de l'Église catholique romaine fut offerte au clergé, effrayé par les politiques anti-cléricales du libéralisme espagnol. L'offre d'égalité entre les Criollos et les Péninsulaires d'origine espagnole assurait à ces derniers qu'ils et leurs biens seraient en sécurité dans le nouvel État. Cela était important parce que les Peninsulares possédaient une partie significative de l'immobilier précieux et beaucoup d'entreprises au Mexique. Si les Espagnols étaient partis, cela aurait été désastreux pour l'économie du pays.
Le plan a reçu un large soutien parce qu'il exigeait l'indépendance sans attaquer les classes débarquées et ne menaçait pas la dissolution sociale. Avec cela, Iturbide a réussi à rassembler de vieux insurgés et des forces royalistes pour lutter contre le nouveau gouvernement espagnol et ce qui restait du gouvernement vice-royal. Les chefs militaires, les soldats, les familles, les villages et les villes qui s'étaient battus les uns contre les autres pendant près de dix ans se sont retrouvés à joindre leurs forces pour obtenir l'indépendance du Mexique. Cependant, leurs raisons de se réunir étaient très différentes, et ces différences fomenteraient plus tard la tourmente qui a eu lieu après l'indépendance.
Le vice-roi et Ferdinand VII ont rejeté le plan d'Iguala. Le parlement espagnol a envoyé un nouveau « vice-roi », Juan O'Donojú, au Mexique. Celui-ci arriva cependant pour assister à une nation sur le point de prendre son indépendance et savait que cela ne pouvait être arrêté.

## Indépendance

### Négociations et marche vers l'indépendance

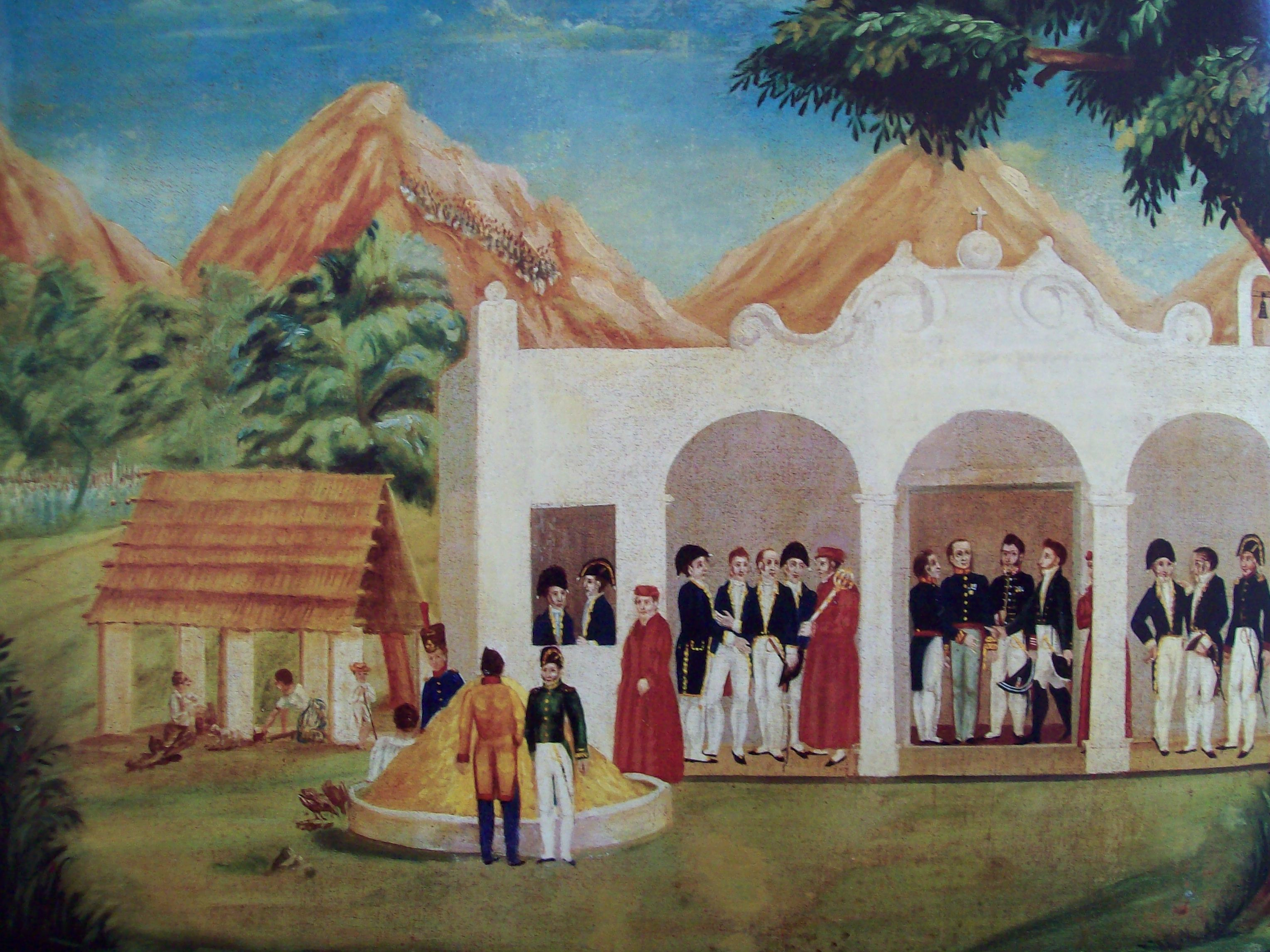
Entrevue entre Iturbide et Juan O'Donojú.

Iturbide a rencontré Juan O'Donojú et a négocié à la hâte un traité, appelé le Traité de Córdoba. Similaire au plan d'Iguala, ce document a essayé de garantir une monarchie indépendante pour la Nouvelle-Espagne sous la maison de Bourbon. Cet État successeur inviterait Ferdinand VII à régner en tant qu'« empereur » ou, à défaut, son frère Don Carlos. Si les deux refusaient, un monarque convenable serait recherché parmi les diverses maisons royales européennes. En attendant, une régence remplacerait le vice-roi. Toutes les lois existantes, y compris la Constitution de 1812, resteraient en vigueur jusqu'à ce qu'une nouvelle constitution soit rédigée pour le Mexique. Un élément clé a été ajouté à la suggestion d'O'Donojú : si l'Espagne refusait son droit de nommer un régent pour l'Empire mexicain, alors le congrès mexicain aurait la liberté d'élire celui qu'il jugerait digne de diriger le pays. Cette clause cruciale était inexistante dans le plan d'Iguala, un point qui soutient qu'Iturbide n'a pas eu l'idée de devenir un dirigeant quand il a commencé sa campagne pour l'indépendance du Mexique.

### L'entrée dans Mexico

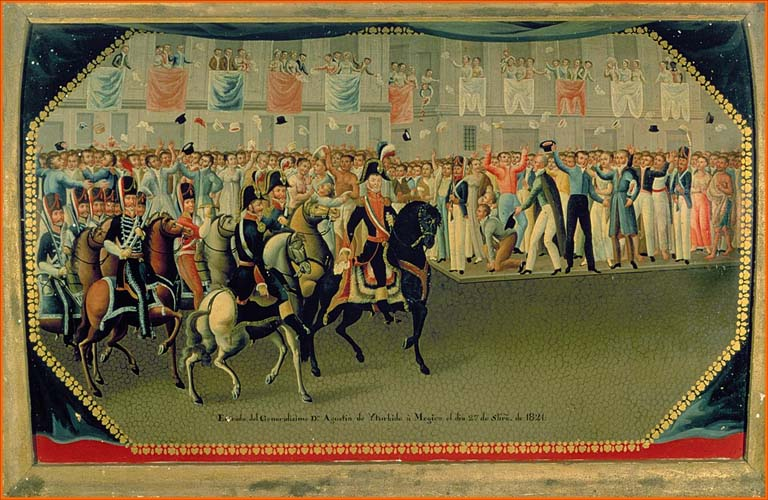
Entrée de Iturbide dans Mexico libérée.

Pour démontrer la puissance militaire de cette alliance, Iturbide a coordonné avec les commandants royalistes et insurgés associés dans les provinces, optant pour une reprise de la stratégie de rapprochement à Mexico de la périphérie que Morelos avait essayé sans succès en 1811-14. Cependant, Iturbide avait l'avantage d'avoir la plus grande partie de l'ancienne armée royaliste de son côté. Iturbide a marché dans Mexico le 27 septembre 1821, le jour de son propre anniversaire, avec l'Armée des Trois Garanties. L'armée a été reçue par un peuple jubilant qui avait érigé des arcs de triomphe et décoré les maisons et eux-mêmes avec la tricolore (rouge, blanc et vert) de cette armée aux cris de "¡Viva Iturbide !". Le lendemain, le Mexique déclara son indépendance. En moins d'un an, Iturbide avait accompli ce que onze ans de guerre sanglante n'avaient pas réussi.
Ce qui restait de l'armée royaliste se retirait à Veracruz, était coincé dans la forteresse de San Juan de Ulúa tandis qu'O'Donojú, qui s'était assuré une position importante dans le nouveau gouvernement de régence, mourut peu de temps après, déshonoré par ses compatriotes espagnols.

### La régence

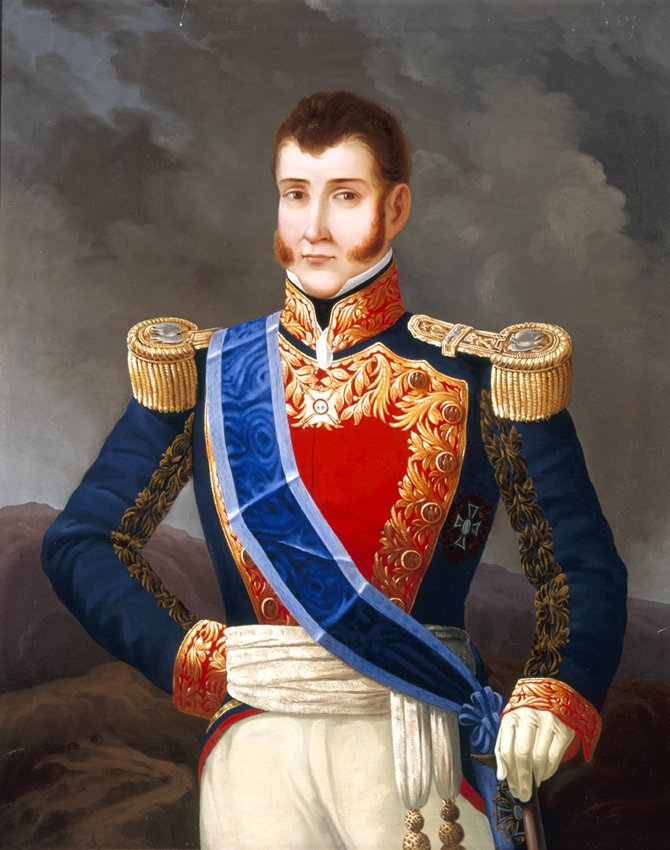
Portrait de Agustín Iturbide, régent du Mexique.

Iturbide a été nommé président du conseil de régence, qui a choisi la régence de cinq personnes qui gouvernerait temporairement le Mexique nouvellement indépendant. La junte comptait trente six membres qui auraient le pouvoir législatif jusqu'à la convocation d'un congrès. Iturbide contrôlait à la fois les membres de cette junte et les sujets qu'elle considérait. Cette junte serait responsable de négocier l'offre du trône du Mexique à un prince européen. Les membres de l'ancien mouvement insurgé ont été exclus de ce gouvernement.
Le conseil de régence comprenait massivement des gens fidèles à Iturbide. Les groupes d'opposition comprenaient les anciens insurgés ainsi qu'un certain nombre de progressistes et ceux qui étaient fidèles à Ferdinand VII. Beaucoup de libéraux et de groupes progressistes appartenaient également à des loges maçonniques du rite écossais, conduisant ces branches de l'opposition à être appelées escocèses (écossais). Le plan d'Iguala a fait un compromis entre les différentes factions, cependant, après l'accession à l'indépendance, il est devenu évident que certaines des promesses qu'il avait faites se révéleraient très difficiles, voire impossibles à accomplir. Cet état de choses a commencé à instaurer la tourmente même parmi ceux au pouvoir.
Iturbide s'installe à Mexico dans une grande maison de palais qui porte désormais le nom de Palais d'Iturbide. Ce manoir lui a été prêté par la famille qui le possédait mais n'y vivait plus. Le régent commença à vivre avec extravagance et affirma sa préférence pour son armée plutôt qu'à ses ministres. En attendant, Ferdinand VII rejeta l'offre du trône mexicain, interdit à n'importe quel membre de sa famille d'accepter une proposition, et le parlement espagnol rejeta à son tour le traité de Córdoba.

## Empereur du Mexique

### Préparatifs

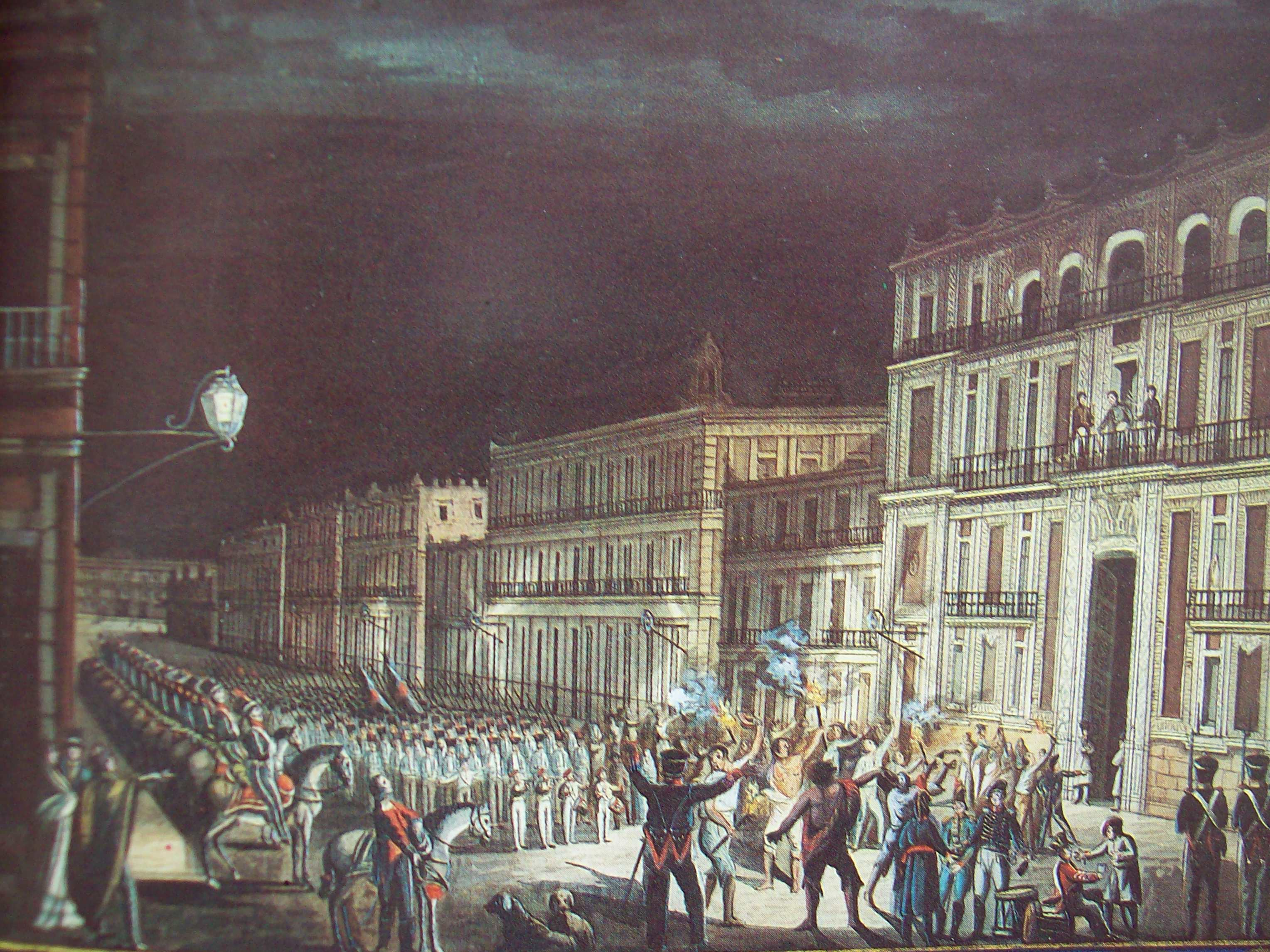
Proclamation d'Iturbide, comme empereur de la nation mexicaine.

Peu de temps après la signature du traité de Cordoue, le gouvernement espagnol renonça au trône mexicain. Ferdinand VII avait repris le dessus contre les libéraux en Espagne et augmenté son influence hors du pays. Il avait même des plans crédibles pour la reconquête de la Nouvelle-Espagne. Pour ces raisons, aucun prince européen n'accepta l'offre d'une couronne mexicaine. À l'intérieur même du Mexique, il n'y avait pas de famille noble que la population accepterait comme une royauté. Entre-temps, la régence au pouvoir dirigée par Iturbide convoque un congrès constitutif pour mettre en place le nouveau gouvernement. Ce nouveau gouvernement a une représentation indirecte, basée sur le modèle de Cadix. Cependant, le plan d'Iguala et le traité de Cordoue indiquent clairement que l'ordre des choses serait maintenu comme avant la constitution de Cadix. Ainsi, Iturbide et le conseil de régence déclarent qu'ils ne seraient pas liés par la Constitution de 1812, mais maintiennent le Congrès qui a été convoqué. Cela conduit à la division des classes sociales qui atteint son paroxysme en février 1822. Lors de son investiture, le Congrès jure qu'il ne respecterait jamais que tous les pouvoirs de l'État tombent entre les mains d'une seule personne ou entité. Il a cependant procédé à assigner la souveraineté à lui-même plutôt qu'à la population. Il a également envisagé de réduire les salaires militaires et de réduire la taille de l'armée. Ces mouvements ont menacé de réduire l'influence d'Iturbide dans les gouvernements actuels et futurs.

### Avènement

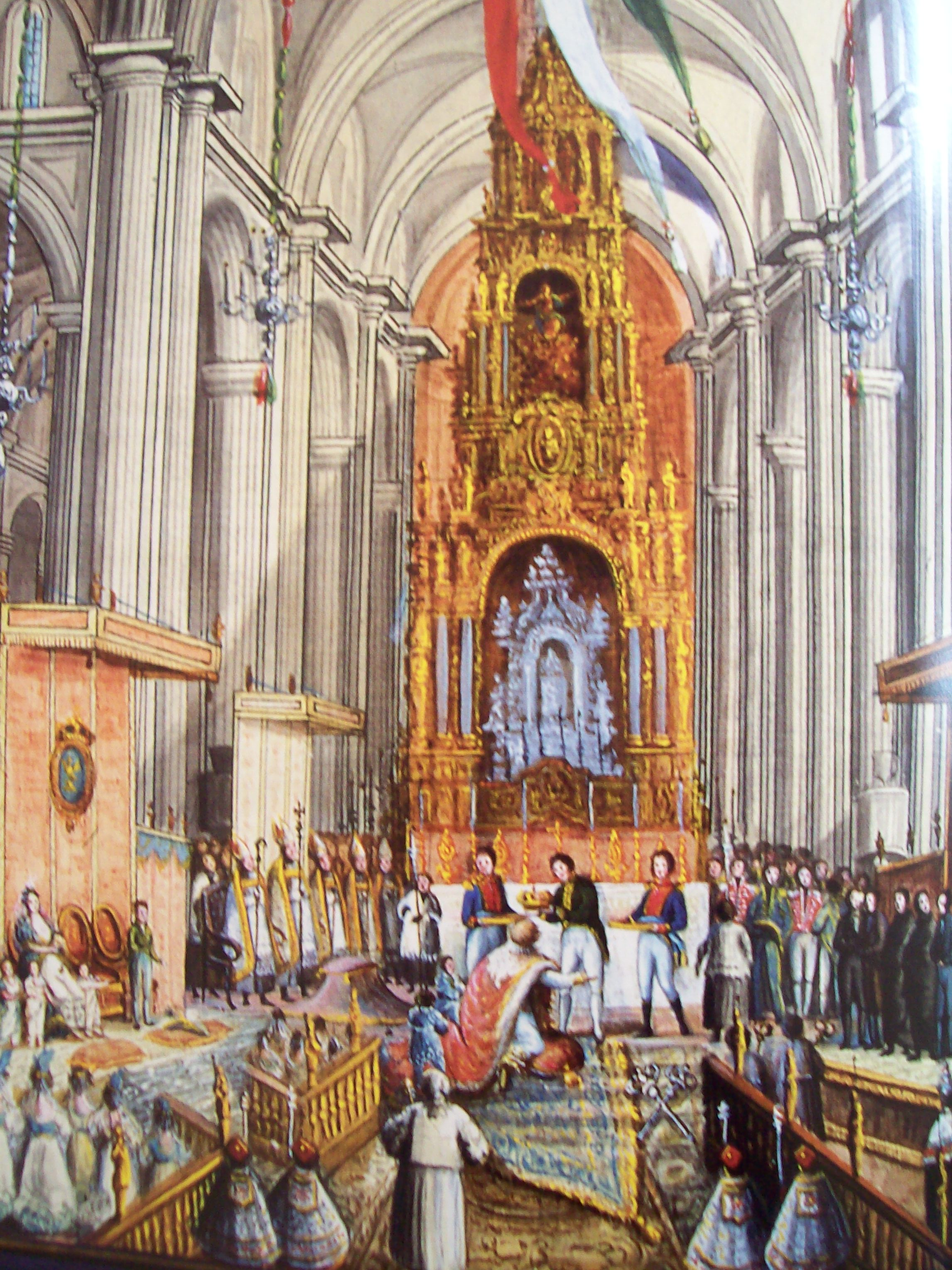
Couronnement d'Iturbide en la cathédrale de Mexico comme Empereur héréditaire du Mexique sous le nom d'Augustin Ier.

Ces événements conduisent aussi à la déstabilisation politique, qui a été résolue temporairement quand Iturbide a été élu empereur de la nation mexicaine. Cependant, il n'est pas clair s'il a pris cette couronne à l'insistance du peuple ou s'il a simplement profité de la situation. Les récits de l'époque soutiennent le souhait populaire envers Iturbide, qui avait acquis une renommée sans pareil grâce à son rôle dans l'accession à l'indépendance. Certains prirent la proclamation d'Iturbide comme empereur comme "un coup d’État". Mais l'opposition était alors faible et facilement contrôlable. D'autres insistent sur le fait que l'offre du trône du peuple était sincère, basé sur le fait qu'il n'y a aucun autre candidat et la reconnaissance du peuple pour la libération du Mexique. Ces derniers soulignent qu'Iturbide a initialement rejeté l'offre pour tenter une dernière fois de persuader Ferdinand VII de changer d'avis au sujet de la domination du Mexique, mais à la suite du refus définitif de ce dernier, Iturbide accepta le trône. Il convient de noter que quand l'armée libératrice est entrée au Mexique le 27 septembre 1821, l'armée a cherché à proclamer Iturbide comme Empereur, une proclamation qu'Iturbide lui-même a fait cesser, sans manquer d'effort. Un mois plus tard, le 28 octobre, il fut publiquement proclamé « empereur » par le peuple, mais il refusa de nouveau une telle tentative.
En 1822, le gouvernement américain nomme Joel Roberts Poinsett comme envoyé spécial auprès du Mexique indépendant lorsque Iturbide est déclaré empereur, car le président James Monroe était préoccupé par la popularité et la durée potentielle du régime. Poinsett a indiqué que l'empire n'était pas susceptible de durer, mais les États-Unis ont néanmoins reconnu le Mexique en tant que pays indépendant et monarchie constitutionnelle. Les notes de Poinsett sur le Mexique sont une source importante en tant que vision étrangère du régime d'Iturbide.

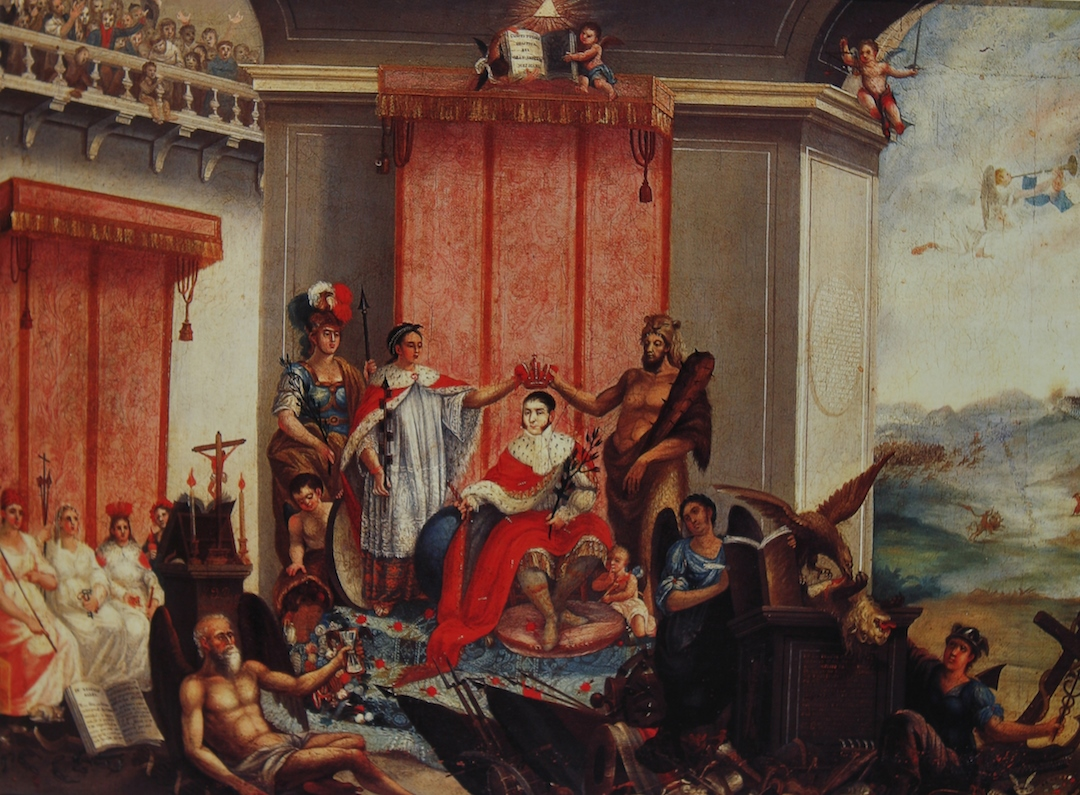
Allégorie du couronnement de l'empereur Agustín (1822).

Iturbide était soutenu et influencé par les conservateurs qui désiraient un Mexique avec un monarque issu d'une des familles royales d'Europe. Quand aucune famille n'accepta cette proposition (car l'Espagne avait toujours l'espoir de récupérer sa colonie), Iturbide fut persuadé par ses conseillers de se faire lui-même empereur à la manière de Napoléon Bonaparte. Le 21 juillet 1822, il fut couronné Augustin Ier, empereur constitutionnel du Mexique en la cathédrale de Mexico, avec son épouse, Ana María, impératrice couronnée, lors d'une cérémonie élaborée. Il est assisté par les évêques de Puebla, Guadalajara, Durango et Oaxaca, et par l'Archevêque du Mexique Pedro José de Fonte y Hernández Miravete. Il est couronné par Rafael Mangino y Mendivil, chef du congrès, en soi une déclaration de la Chambre : l'État, et non l'église ou tout autre pouvoir, serait souverain. Le congrès décrète que la couronne serait héréditaire. C'est ainsi que le fils aîné du nouvel empereur, Agustín Jerónimo, est titré le jour du couronnement, prince impérial héritier. Les filles et autres fils de Iturbide reçoivent les titres de princes et princesses. Le père de l'empereur, Don José Joaquín, reçoit le titre de "Prince de l'Union".
Le Souverain Congrès mexicain constituant décrète le 22 juin 1822.
- La monarchie mexicaine en plus d'être modérée et constitutionnelle, aussi est héréditaire.
- Par conséquent, la Nation appelle à la succession de la couronne par décès de l'actuel empereur, son fils aîné Don Agustín Jerónimo de Iturbide. La Constitution de l'Empire fixera l'ordre du successeur à la couronne.
- Le prince héritier sera appelé prince impérial et aura le traitement d'altesse impériale.
- Les fils ou les filles légitimes de Sa Majesté impériale seront princes mexicains et auront le traitement d'altesse.
- Don José Joaquín de Iturbide y Arreguí, père de Sa Majesté impériale, sera décoré du titre de prince de l'Union avec traitement d'altesse pendant toute sa vie. On accordera le titre de princesse d'Iturbide avec traitement d'altesse, à Doña María Nicolasa de Iturbide y Arámburu, unique sœur de l'empereur encore en vie.

### Dissolution du congrès

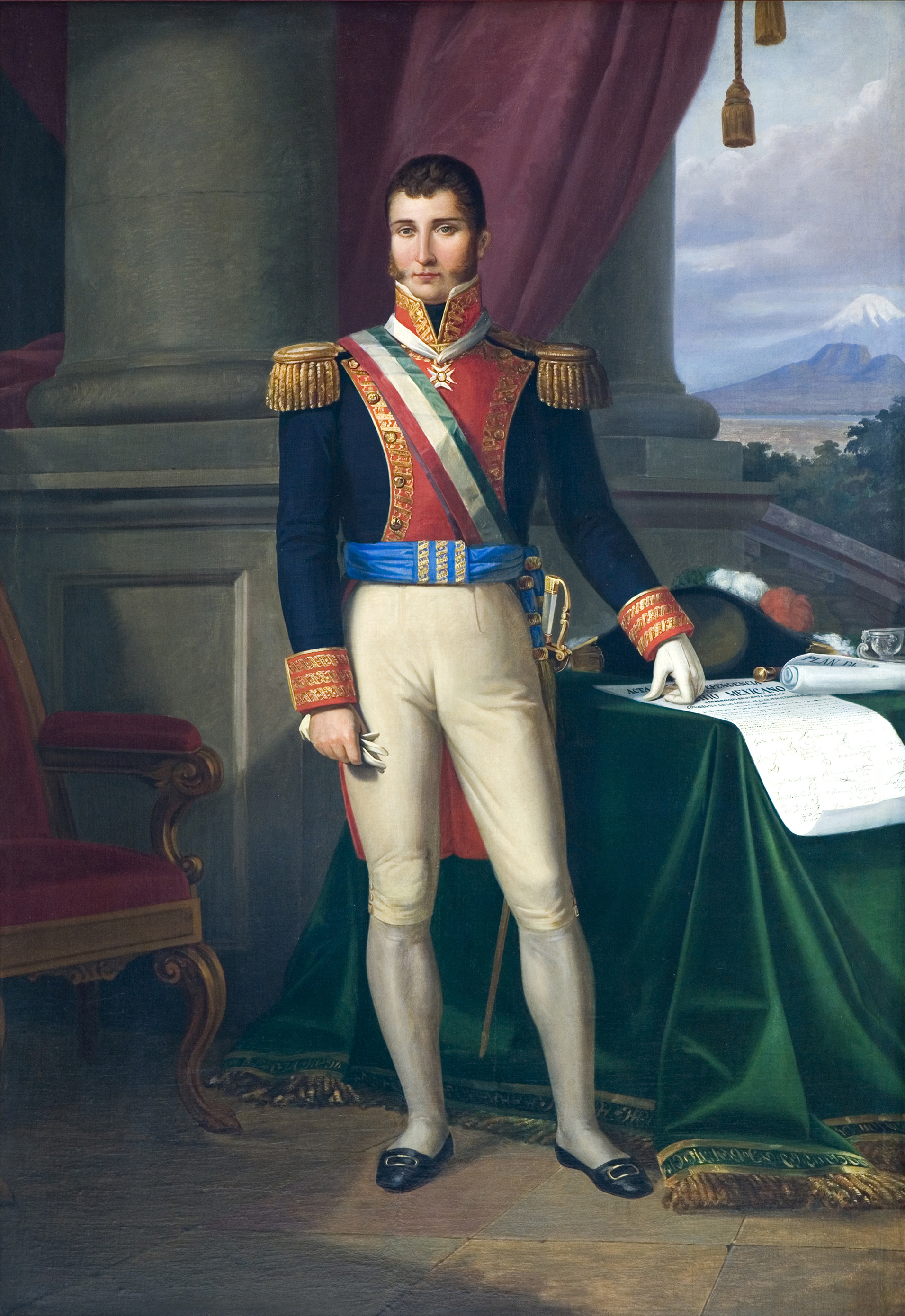
Portrait d'Agustín de Iturbide, empereur du Mexique.

La minorité républicaine n'était pas heureuse avec Iturbide comme empereur. Tandis que le clergé catholique le soutenait, le sacre brisa les espérances des républicains et, tandis que le plan d'Iguala et le traité de Cordoue imposaient, au cas où il serait impossible d'établir un souverain européen sur le trône mexicain, pourrait être choisi, certains des royalistes qui avaient soutenu Iturbide avaient espéré un dirigeant européen. Beaucoup de classes débarquées ont soutenu Iturbide et ces documents parce qu'ils ont offert un sens de continuité avec le passé. L'élection d'Iturbide au trône était contre leur souhait, et beaucoup d'entre eux ont retiré leur soutien pour lui et conspiré contre le nouvel empire.
La plus forte opposition au règne d'Iturbide vient du Congrès. Un nombre important de ses membres soutiennent des idées républicaines expliqué par le fait qu'un certain nombre de ces élus ont appartenu aux loges maçonniques, qui ont été introduites au Mexique dans les années 1780. Ces idées ont trouvé une voix lorsque Manuel Cordorniu a fondé le journal El Sol, devenant essentiellement la publication interne de la loge du Rite écossais dans leur lutte contre Iturbide. Gorka Rosainz affirme que ces lodges ont également reçu le soutien des États-Unis, qui voulaient voir l'influence européenne diminuer dans les Amériques. Le gouvernement d'Iturbide était notoirement dur en refusant des négociations territoriales avec des agents du gouvernement des États-Unis, comme le constata Poinsett.

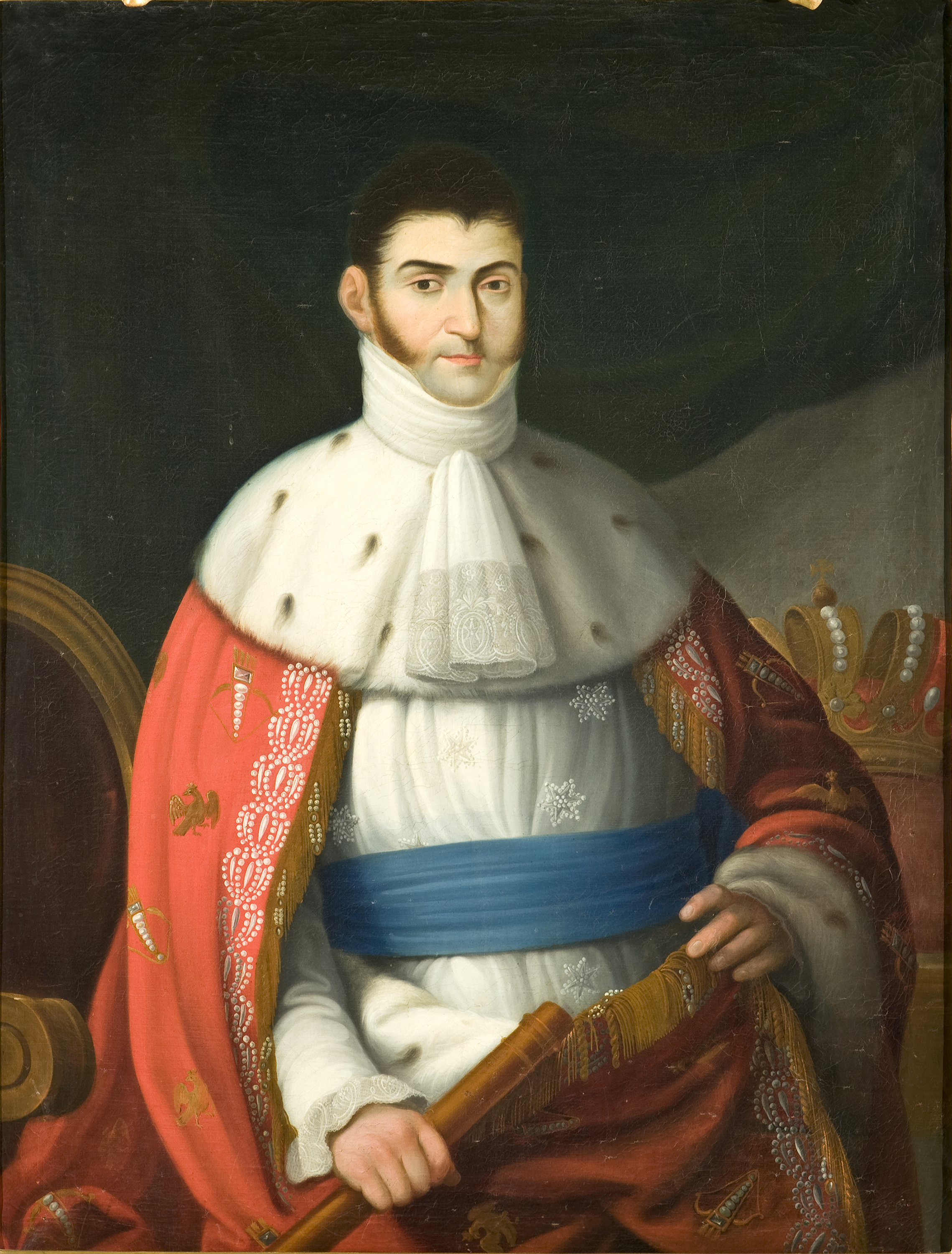
Portrait de l'empereur en tenue de couronnement.

Cela confirme la théorie selon laquelle l'opposition d'Iturbide avait le soutien et l'influence des États-Unis derrière elle. Le Congrès, se croyant souverain sur l'Empereur et le peuple (qu'il prétendait représenter) et le détenteur des pouvoirs exécutif, législatif et judiciaire, s'opposa ouvertement au gouvernement impérial. La seule mission déclarée du Congrès était de créer une nouvelle Constitution mexicaine par laquelle l'Empereur pourrait gouverner; mais dans les 8 mois de son existence, il n'a jamais bougé pour créer même un projet de Constitution. En outre, des personnes fidèles à l'Empereur ont pris conscience d'une conspiration impliquant plusieurs membres du Congrès, qui avait l'intention de kidnapper l'Empereur et sa famille et de dissoudre l'Empire. En réponse à cette menace pour sa vie (et celle de sa famille) et sa souveraineté, et pour combattre la résistance, l'Empereur a fermé le Congrès le 31 octobre 1822, et a créé une nouvelle junte pour légiférer à sa place deux jours plus tard, répondant seulement pour lui. La junte a été orientée pour créer la législation tant nécessaire en matière économique, créer un ensemble provisoire de lois pour l'Empire, et alors lancer un appel pour un nouveau Congrès Constituant, fidèle au système impérial.

### Autoritarisme, répressions et abdication
Après la dissolution du Congrès, de nombreux libéraux appelèrent à la révolte, mais les quelques insurrections furent rapidement réprimés. Inflexible et puissant, l'empereur essaya de gouverner comme il avait mené l'armée, donnant des ordres et ordonnant que l'on emprisonnât ceux qui contestaient son autorité. L'opposition à son administration crût, et nombre de ses généraux quittent la capitale, dont Vicente Guerrero. L'Empereur laisse faire mais fait tout même surveiller ses anciens généraux. En plus de l'opposition de plus en plus violente à son égard, l'Empereur doit gérer plusieurs crises dans une grande partie de la région d'Amérique centrale, qui a déclaré son opposition à la règle de Mexico. En 1823, les autorités de ce qui est maintenant le Guatemala, le Salvador, le Nicaragua, le Costa Rica et le Honduras convoquèrent un Congrès pour se déclarer indépendants du Mexique et de l'Espagne en tant que Provinces Unies d'Amérique centrale. Le conseil impérial débuta alors des négociations avec les principaux chefs de cette alliance des provinces centrales. Au même moment, l'Empereur menace de dégrader les généraux qui refusent de prêter serment à la nouvelle charte impériale de 1823. Après cela, plusieurs gouverneurs et commandants militaires régionaux, dont Guadalupe Victoria et Antonio López de Santa Anna, présentèrent le plan de Casa Mata (es), appelant au renversement du régime impériale en faveur d'une république.
Lors des premiers combats, l'Empereur tente d'abord de défendre l'empire et lance de violentes contre-attaques contre les insurgés. La guerre est violente et l'opposition se fait de plus en plus grande. Toujours populaire dans la capitale, il refuse de faire couler davantage de sang et, le 19 mars 1823, abdique après dix mois de règne, en faveur de la république. Il accepte de quitter le pays en échange d'une pension. Les républicains acceptent, laissent partir la famille impériale et proclament la Première République fédérale du Mexique, avec Guadalupe Victoria comme premier président.

## Exil

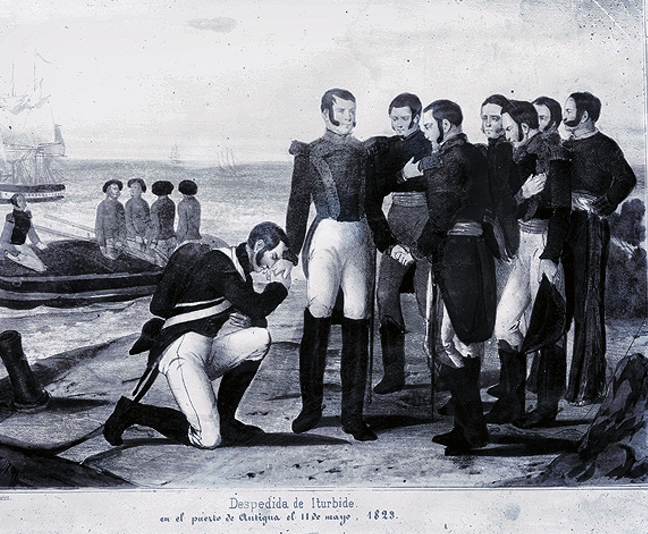
Départ de Iturbide pour l'Europe, le 11 mai 1823.

En route pour l'exil, Iturbide et sa famille ont été escortés par l'ancien chef insurgé Nicolás Bravo. Bien que le mouvement républicain ait triomphé, Iturbide est toujours populaire auprès du peuple. En sortant de la ville, sa voiture est entourée de gens. Les soldats escortant Iturbide changèrent de direction et emmenèrent l'ancien empereur sur des routes plus discrètes. Le gouvernement républicain, malgré l'abdication de l'empereur, craignait une montée populaire en faveur d'Iturbide.
Le 11 mai 1823, l'ex-empereur monte à bord du navire britannique Rawlins en route vers Livourne, en Italie (qui faisait alors partie du Grand-duché de Toscane) accompagné de sa femme, de ses enfants et de quelques domestiques. Là, il loue une petite maison de campagne et commence à écrire ses mémoires, connues sous le nom de Manifiesto de Liorna.
Iturbide et sa famille ont eu des difficultés financières pendant cette période, malgré les affirmations de certains membres du Congrès qui reprochaient à l'empereur d'avoir eu un enrichissement illégal tout au long de sa carrière et de son règne. En exil, Iturbide a été approché par une coalition catholique de nations qui cherchaient à obtenir son aide dans une campagne pour affaiblir le Mexique indépendant. Refusant d'être un pion de l'Espagne, Iturbide a décliné l'offre. L'Espagne a alors fait pression sur la Toscane pour expulser Iturbide. Par la suite, la famille déménage à Londres.

## Retour et fin

### Idées de retour

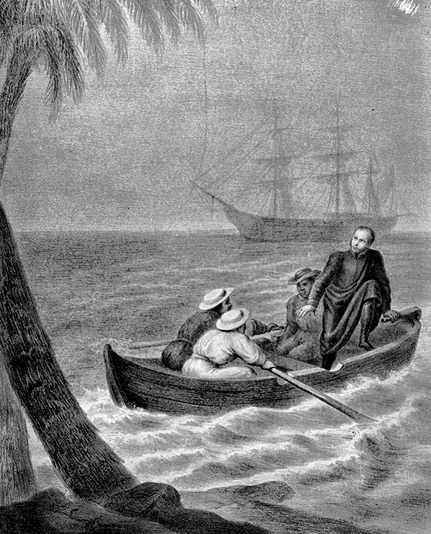
Débarquement de Iturbide.

Pendant son exil, il a publié son autobiographie : Énoncé de quelques-uns des principaux événements dans la vie publique d'Agustín de Iturbide,,. Quand il a été exilé, Iturbide a reçu une pension du gouvernement mexicain, mais dans les faits elle n'a jamais été reçue par Iturbide. Le Congrès l'a également déclaré traître et "hors la loi". L'ex-empereur n'était pas au courant de la sanction qu'il risquerait en retournant dans son pays.
Après son départ, la situation au Mexique a continué de s'aggraver. Des informations faisant état d'une nouvelle tentative espagnole de reprendre le Mexique sont parvenues à Iturbide, alors en exil en Angleterre. Il a écrit dans ses mémoires qu'il était très inquiet pour l'avenir de la nation qu'il avait libérée. Il a continué à recevoir des rapports du Mexique ainsi que des conseils de partisans que s'il revenait, il serait salué comme un libérateur et un chef potentiel contre l'invasion espagnole. L'empereur envoya le mot au congrès à Mexico le 13 février 1824 offrant ses services en cas d'attaque espagnole. Mais le Congrès ne lui fournit aucune réponse. Des factions politiques plus conservatrices au Mexique ont finalement convaincu l'empereur vaincu de revenir, pour rétablir l'ordre et mettre fin à la période d'« anarchie républicaine ».

### L'arrivée au Mexique

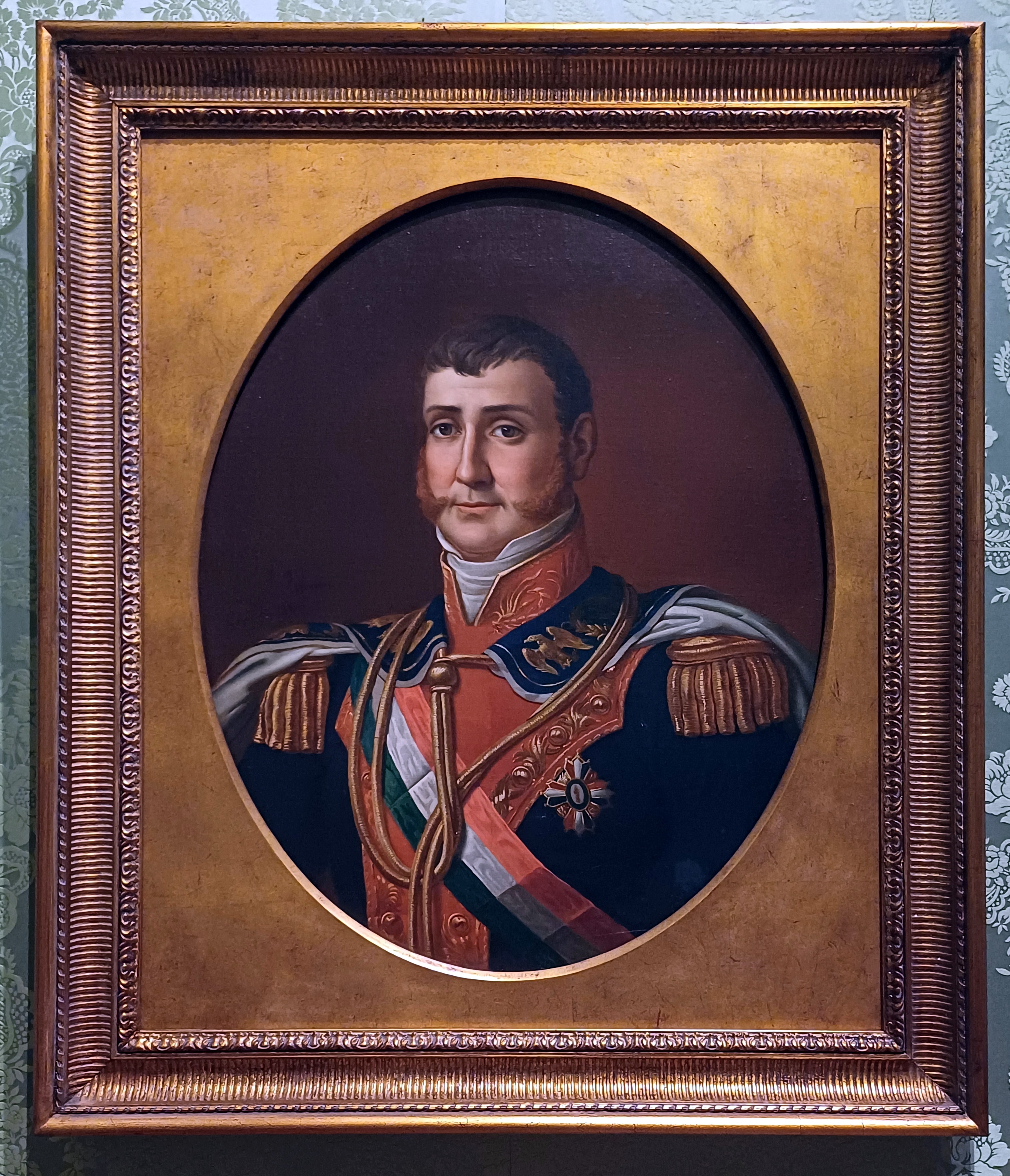
Portrait de l'empereur (1823).

Iturbide décida de retourner au Mexique et débarqua à Soto la Marina, Tamaulipas le 14 juillet 1824, accompagné de sa femme, de deux de ses enfants et d'un aumônier. Ils ont d'abord été accueillis avec enthousiasme par la population aux cris de « Vive l'Empereur ! ». Celui-ci leur jura fidélité, leur promettant ainsi de revenir au pouvoir et de mettre fin aux crises et aux inquiétudes de certains. Rejoint par quelques soldats, l'Empereur, admirateur de Napoléon, pense alors à marcher sur Mexico, avec le soutien du peuple, pour reprendre le pouvoir à la manière de l'empereur français en 1815 pendant les cents jours. Iturbide retrouve ses partisans ainsi que quelques sympathisants conservateurs membres du Congrès. Il est alors décidé à reprendre le pouvoir et reprend le titre d'« Empereur de la Nation ». Il promet également l'écriture d'une nouvelle constitution et l'organisation d'élections législatives.
Mais après cette proclamation, l'empereur est arrêté par le général Felipe de la Garza, commandant militaire local. Garza était connu pour avoir été à la tête d'une révolte éphémère et impopulaire sous le règne d'Iturbide. Il s'était rendu sans se battre et avait été présenté à Iturbide. Finalement il fut acquitté puis réintégré dans l'armée. C'est peut-être à cause de cette dette que de la Garza a hésité dans sa détermination à détenir Iturbide, le recevant d'abord chaleureusement. Le congrès lui ordonnant de l'arrêter, il le met aux arrêts. Finalement séduit par le retour de l'empereur, ce dernier libère Iturbide et lui propose de lui confier une escorte militaire s'il accepte de se rendre aux autorités du village voisin de Padilla. Iturbide donne sa parole d'honneur et se livre aux autorités.

### Arrestation, procès et exécution

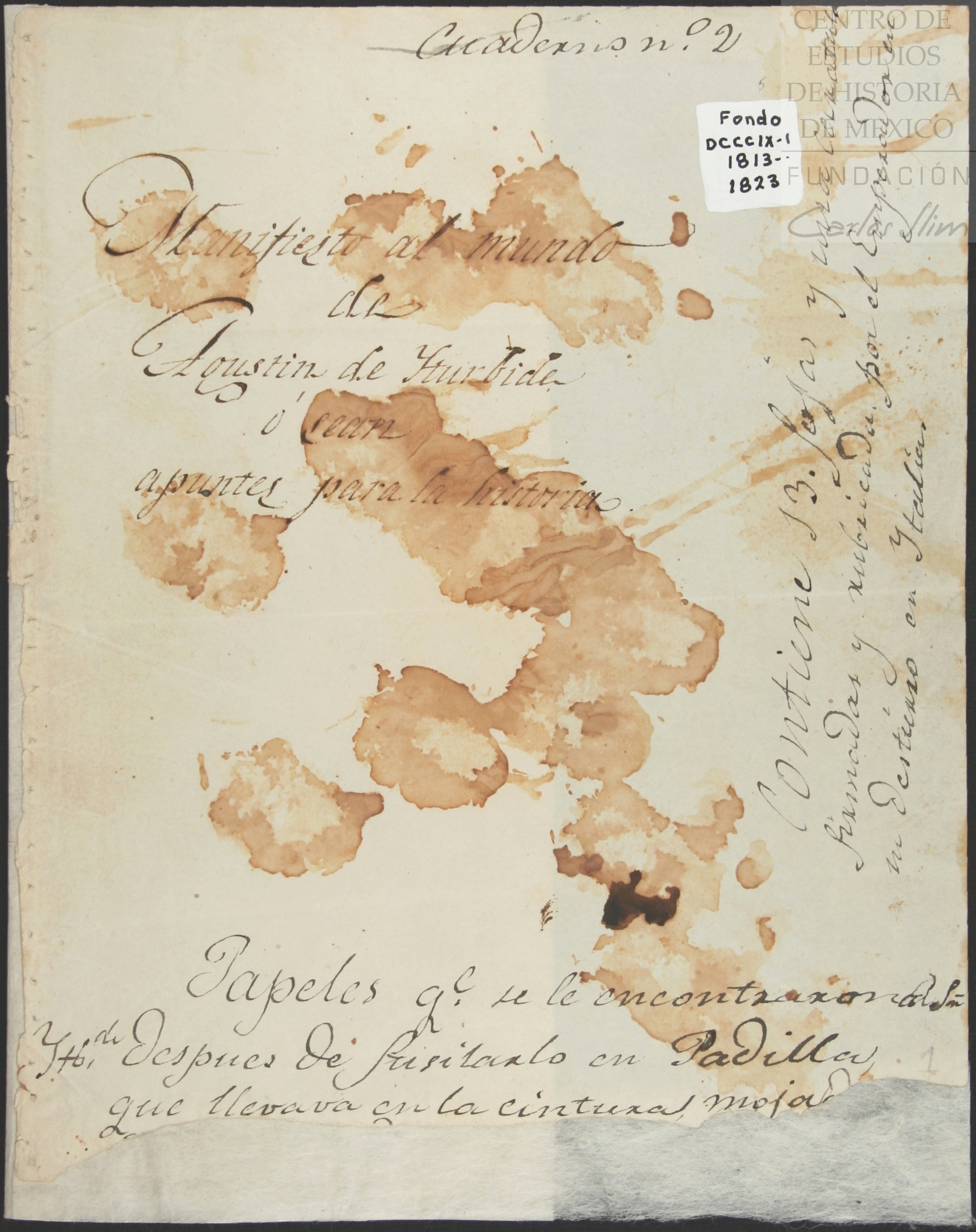
Testament de l'Empereur, un manuscrit teinté de sang, retrouvé entre sa ceinture et sa chemise après son exécution.

Le parlement local met en place un procès et, après multes réflexions, condamne Iturbide à la peine de mort. L'empereur réalise alors qu'il a été dupé. Lorsqu'un prêtre local lui administre les derniers sacrements, il dit : « Mexicains! Dans l'acte même de ma mort, je vous recommande l'amour de la patrie et le respect de notre religion, car cela vous conduira à la gloire. Je meurs après être venu ici pour aider notre nation, et je meurs gaiement, car je meurs au Mexique. Je meurs avec honneur, pas en tant que traître; je ne laisse pas cette tache sur mes enfants et mon héritage. Je ne suis pas un traître, non ! Je suis votre Empereur ! » Il est fusillé par les autorités locales le 19 juillet 1824. Trois balles l'ont frappé, dont l'une a porté le coup fatal. Après cela, la famille de l'empereur, présente avec lui lors de son retour, sont de nouveaux exilés. Les derniers fidèles d'Iturbide sont également arrêtés afin de mettre définitivement fin à l'épopée impériale.

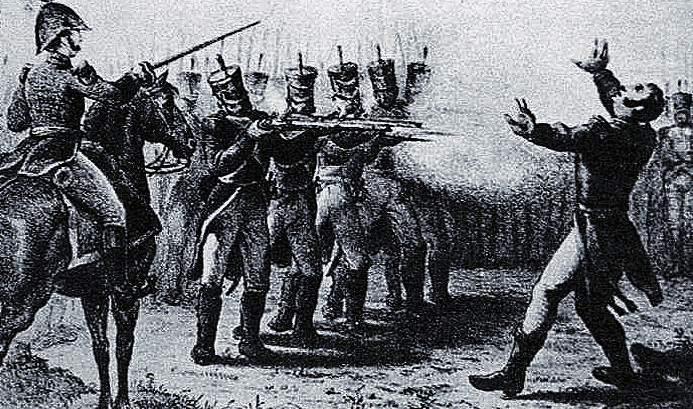
Mort d'Agustín de Iturbide.

Les suites de son exécution furent accueillies avec indignation par le peuple mexicain en général, et avec soulagement par ses adversaires au congrès qui avaient toujours craint le retour de celui-ci. Les sentiments de ceux qui ont été horrifiés par son exécution ont été compilés par le romancier Enrique de Olavarría y Ferrari dans El cadalso de Padilla : « Fait le crime obscur, pour lequel nous serons sans doute appelés parricides ».
Jusqu'en 1833, le corps de l'ex-empereur reposa en l'église de Padilla, loin de la capitale. En 1838, le gouvernement conservateur du dictateur Anastasio Bustamante, déplaça le corps d'Iturbide dans la cathédrale de Mexico et le mit en terre en grande pompe avec le titre de Libérateur national. Des hommages nationaux lui furent rendus.
En 1865, son petit-fils Agustín de Iturbide y Green fut nommé héritier de la Nation par le seul autre empereur de l'histoire mexicaine, Maximilien Ier, qui connut le même sort qu'Iturbide.
Le visage du premier empereur mexicain figure sur les monnaies de 5 pesos de 2010 et de circulation courante, émises pour le bicentenaire de l'Indépendance.